# Штудент, Курт
Курт Артур Бенно Штудент (нем. Kurt Arthur Benno Student, 12 мая 1890 — 1 июля 1978) — генерал-полковник в люфтваффе, участник Первой и Второй мировых войн. Пилот-ас времен Первой мировой войны, в ходе которой одержал шесть воздушных побед. Основатель и первый командующий германских воздушно-десантных войск (и по сути признан как родоначальник ВДВ как рода войск).

## Начало карьеры
Поступил на военную службу в марте 1910 года фенрихом (кандидат в офицеры) в 1-й егерский полк. В марте 1911 года произведён в лейтенанты. В 1913 году прошёл курс обучения в лётном училище.

## Первая мировая война
С августа 1914 года — пилот в 17-м авиационном батальоне. В сентябре 1914 года награждён Железным крестом 2-й степени. С июня 1915 года — обер-лейтенант, награждён рыцарским крестом 2-го класса саксонского ордена Альбрехта, в августе 1915 года — Железным крестом 1-й степени.
С февраля 1916 года — в истребительной авиации (пилот, затем командир эскадрильи). В мае 1917 года ранен в воздушном бою. В июне 1917 года награждён рыцарским крестом ордена дома Гогенцоллернов. В 1916—1917 годах сбил 6 самолётов противника. С июня 1918 года — капитан.

## Между мировыми войнами
После Первой мировой войны капитан Штудент продолжил службу в рейхсвере. С 1920 года — в военном министерстве, в отделе инспекции вооружений. В 1921 году пострадал при испытании планёра.
С января 1929 года — командир роты 2-го пехотного полка, в 1931—1933 годах — командир батальона 3-го пехотного полка, майор.
С сентября 1933 года — в военном министерстве в качестве офицера для особых поручений по авиации. С 1935 года — полковник. Заведовал авиационными училищами, испытательным центром и авиабазой. С апреля 1938 года — генерал-майор.
4 июля 1938 года приказом Геринга назначен командиром парашютных и авиадесантных частей люфтваффе.
С сентября 1938 года — командир 7-й авиадесантной дивизии. С февраля 1939 года по совместительству — инспектор воздушно-десантных войск.

## Вторая мировая война
С января 1940 года — генерал-лейтенант. Во время Западной кампании за бои в Нидерландах награждён Рыцарским крестом (№ 18) в мае 1940 года, был ранен, находился в отпуске до 1941 года. Произведён в звание генерала воздушно-десантных войск.
С января 1941 года — командующий 11-м воздушно-десантным корпусом (десантная операция на Крит), с июня 1941 года — командующий воздушно-десантными войсками.
В сентябре 1943 года награждён Дубовыми Листьями к Рыцарскому кресту.
С марта 1944 года — командующий 1-й парашютной армией. С июля 1944 года — генерал-полковник.
В октябре 1944 — апреле 1945 года командующий различными группами армий, затем вновь 1-й парашютной армией.
8 мая 1945 года был взят в плен британскими войсками.
В мае 1947 года Штудент был предан суду и обвинялся по восьми пунктам обвинения в жестоком обращении и в убийствах военнопленных, совершённых его подчинёнными на Крите (но не в преступлениях против гражданского населения Крита, как в Кондомари, Аликианосе и Канданосе). Он был признан виновным по трём обвинениям, но избежал сурового наказания из-за показаний бригадира Линдси Инглиса, командира 4-й бригады Новой Зеландии. Штудент был приговорён к пяти годам тюремного заключения, но в 1948 году ему было назначено досрочное освобождение по медицинским показаниям.

## Награды
- Знак военного летчика (27 февраля 1914) (Королевство Пруссия)
- Железный крест 2-го класса (26 сентября 1914) (Королевство Пруссия)
- Железный крест 1-го класса (29 августа 1915)
- Почётный Кубок люфтваффе
- Орден Альбрехта рыцарский крест 2-го класса с мечами (21 июня 1915) (Королевство Саксония)
- Королевский орден Дома Гогенцоллернов рыцарский крест с мечами (5 июня 1916) (Королевство Пруссия)
- Нагрудный знак «За ранение» (1918) в чёрном
- Нагрудный почётный лётный знак (Пруссия) (10 сентября 1919)
- Нагрудный знак пилота (21 мая 1935)
- Медаль «За выслугу лет в вермахте» 4-го, 3-го, 2-го и 1-го класса
- Медаль «В память 1 октября 1938 года» с пряжкой «Пражский замок» (5 июня 1939)
- Пряжка к Железному кресту 2-го и 1-го класса (20 сентября 1939)
- Рыцарский крест железного креста с дубовыми листьями
  - рыцарский крест (12 мая 1940)
  - дубовые листья (№ 305) (27 сентября 1943)
- Знак «Лётчик-наблюдатель» в золоте с бриллиантами (2 сентября 1940)
- Нагрудный знак «За ранение» (1939) в серебре
- Манжетная лента «Крит»